# Меткаф (округ)
Ме́ткаф (англ. Metcalfe County) — округ в штате Кентукки, США. Официально образован в 1860 году. По состоянию на 2010 год, численность населения составляла 10 099 человек.

## География
По данным Бюро переписи США, общая площадь округа равняется 753,691 км², из которых 751,101 км² суша и 3,885 км² или 0,5 % это водоёмы.

## Население
По данным переписи населения 2000 года в округе проживает 10 037 жителей в составе 4 016 домашних хозяйств и 2 883 семей. Плотность населения составляет 13,00 человек на км2. На территории округа насчитывается 4 592 жилых строений, при плотности застройки около 6,20-ти строений на км2. Расовый состав населения: белые — 97,26 %, афроамериканцы — 1,64 %, коренные американцы (индейцы) — 0,25 %, азиаты — 0,07 %, гавайцы — 0,00 %, представители других рас — 0,13 %, представители двух или более рас — 0,65 %. Испаноязычные составляли 0,53 % населения независимо от расы.
В составе 32,30 % из общего числа домашних хозяйств проживают дети в возрасте до 18 лет, 58,10 % домашних хозяйств представляют собой супружеские пары проживающие вместе, 10,00 % домашних хозяйств представляют собой одиноких женщин без супруга, 28,20 % домашних хозяйств не имеют отношения к семьям, 25,20 % домашних хозяйств состоят из одного человека, 12,30 % домашних хозяйств состоят из престарелых (65 лет и старше), проживающих в одиночестве. Средний размер домашнего хозяйства составляет 2,47 человека, и средний размер семьи 2,93 человека.
Возрастной состав округа: 24,60 % моложе 18 лет, 8,20 % от 18 до 24, 28,50 % от 25 до 44, 23,60 % от 45 до 64 и 23,60 % от 65 и старше. Средний возраст жителя округа 38 лет. На каждые 100 женщин приходится 95,20 мужчин. На каждые 100 женщин старше 18 лет приходится 92,60 мужчин.
Средний доход на домохозяйство в округе составлял 23 540 USD, на семью — 29 178 USD. Среднестатистический заработок мужчины был 22 430 USD против 18 591 USD для женщины. Доход на душу населения составлял 13 236 USD. Около 18,80 % семей и 23,60 % общего населения находились ниже черты бедности, в том числе — 29,20 % молодёжи (тех, кому ещё не исполнилось 18 лет) и 27,90 % тех, кому было уже больше 65 лет.